# Aleksander Karpiński (zoolog)
Aleksander Karpiński (ur. 28 maja 1836 w Bychawie, zm. 9 czerwca 1887 w Warszawie) – polski zoolog, profesor Instytutu Gospodarstwa Wiejskiego i Leśnictwa w Puławach (wówczas nazywanej Nową Aleksandrią).

## Życiorys
Aleksander Karpiński był synem Leona i Katarzyny z Bełdowskich; po maturze w Lublinie podjął studia na Imperatorskim Uniwersytecie Kijowskim św. Włodzimierza, najpierw na wydziale lekarskim, potem na przyrodniczym, między innymi u rosyjskiego zoologa Karola Kesslera; stopień kandydata nauk przyrodniczych otrzymał w 1862, a w 1866 – magistra zoologii w oparciu o pracę dotyczącą badań porównawczych czaszek ryb karpiowatych ściśle związaną z wydaną przezeń w Kijowie już w roku 1862 pracą Krótka charakterystyka ryb z rodziny karpiowatych.
Po studiach podjął pracę w Warszawie, gdzie był nauczycielem w progimnazjum, a także w latach 1868–1869 wykładowcą zoologii i anatomii porównawczej w Szkole Weterynaryjnej. W 1869 przeniósł się z Warszawy do Nowej Aleksandrii, gdzie mianowano go docentem w tamtejszym Instytucie Gospodarstwa Wiejskiego i Leśnictwa. W 1870 uzyskał tam stanowisko profesora zoologii i entomologii stosowanej. Prowadził m. in. wykłady z anatomii zwierząt i ich fizjologii, ponadto – z pszczelarstwa, rybactwa oraz jedwabnictwa.
Oprócz zagadnień z dziedziny ichtiologii i rybactwa (zasłużył się znacząco w rozwoju gospodarki rybnej na obszarach zaboru rosyjskiego, wydał m. in. w 1874 pracę O sztucznym rozmnażaniu ryb oraz w 1876 Zasady gospodarstwa stawowego; był jednym z pierwszych polskich uczonych przedstawiających korzyści z racjonalizowania metod hodowli ryb) Karpiński zajmował się także entomologią stosowaną, opublikował m. in. w 1877 Owady szkodliwe w gospodarstwie wiejskiem, leśnem i domowem. W ostatnich latach swej pracy naukowej zajmował się też badaniem przyczyn wścieklizny u psów.

## Źródło
- Zbigniew Kosiek: Polski Słownik Biograficzny, t. 12: Kapostas Andrzej – Klobassa Zręcki Karol, Ossolineum – Polska Akademia Nauk, Wrocław–Warszawa–Kraków, 1966–1967, s. 100–101.